# Patrice Laurioz
 (février 2024).
 (avril 2024).
La mise en forme du texte ne suit pas les recommandations de Wikipédia : il faut le « wikifier ».
Les points d'amélioration suivants sont les cas les plus fréquents. Le détail des points à revoir est peut-être précisé sur la page de discussion.
- Les titres sont pré-formatés par le logiciel. Ils ne sont ni en capitales, ni en gras.
- Le texte ne doit pas être écrit en capitales (les noms de famille non plus), ni en gras, ni en italique, ni en « petit »…
- Le gras n'est utilisé que pour surligner le titre de l'article dans l'introduction, une seule fois.
- L'italique est rarement utilisé : mots en langue étrangère, titres d'œuvres, noms de bateaux, etc.
- Les citations ne sont pas en italique mais en corps de texte normal. Elles sont entourées par des guillemets français : « et ».
- Les listes à puces sont à éviter, des paragraphes rédigés étant largement préférés. Les tableaux sont à réserver à la présentation de données structurées (résultats, etc.).
- Les appels de note de bas de page (petits chiffres en exposant, introduits par l'outil «  Source ») sont à placer entre la fin de phrase et le point final[comme ça].
- Les liens internes (vers d'autres articles de Wikipédia) sont à choisir avec parcimonie. Créez des liens vers des articles approfondissant le sujet. Les termes génériques sans rapport avec le sujet sont à éviter, ainsi que les répétitions de liens vers un même terme.
- Les liens externes sont à placer uniquement dans une section « Liens externes », à la fin de l'article. Ces liens sont à choisir avec parcimonie suivant les règles définies. Si un lien sert de source à l'article, son insertion dans le texte est à faire par les notes de bas de page.
- La présentation des références doit suivre les conventions bibliographiques. Il est recommandé d'utiliser les modèles {{Ouvrage}}, {{Chapitre}}, {{Article}}, {{Lien web}} et/ou {{Bibliographie}}. Le mode d'édition visuel peut mettre en forme automatiquement les références.
- Insérer une infobox (cadre d'informations à droite) n'est pas obligatoire pour parachever la mise en page.

Pour une aide détaillée, merci de consulter Aide:Wikification.
Si vous pensez que ces points ont été résolus, vous pouvez retirer ce bandeau et améliorer la mise en forme d'un autre article.
Patrice Laurioz, né en 1959 à Bobo-Dioulasso (Burkina Faso), est un peintre français orientaliste.

## Biographie
Patrice Laurioz est né en 1959 au Burkina Faso.
Élève d'André Pawlikowski, d'abord illustrateur chez Robert Laffont et Albin Michel Hachette Jeunesse, Buchet Chastel, Historia, puis graveur, il est connu pour ses œuvres orientalistes de facture contemporaine.

## Expositions
- 1973 : Salon des Primevères, Beaune
- 1983 : Ambassade de France, october 1983 "Poste expansion" salon de la gravure et litho française"
- 1983 : TOYE KOBE BANK december
- 1984 : Salon de la peinture française San Francisco, galerie Hôtel Méridien, avril-mai,
- 1985-1986 : Modern Art Gallery, Cosmopolitan Artist Association, Los Angeles
- 1988 : "4th Cosmopolitan Art Exibition", Galerie du Printemps, Séoul
- 2000 : Villa Grenzenlos, Sommerakademie, Potsdam
- 2002 : Galerie du Vert Galant, Paris
- 2003 : Galerie Saphir, 50 ans de peinture méditerranéenne, Paris
- 2002-2016 : Galerie du Vert Galant, Paris
- 2011 : Galerie Vanaura, Versailles

### Collections publiques et musées
- 2000 : Berlin-Potsdam art school fund (Residency)
- 2023 : Musée d'Art contemporain de Tanger